# 和水町立三加和小中学校

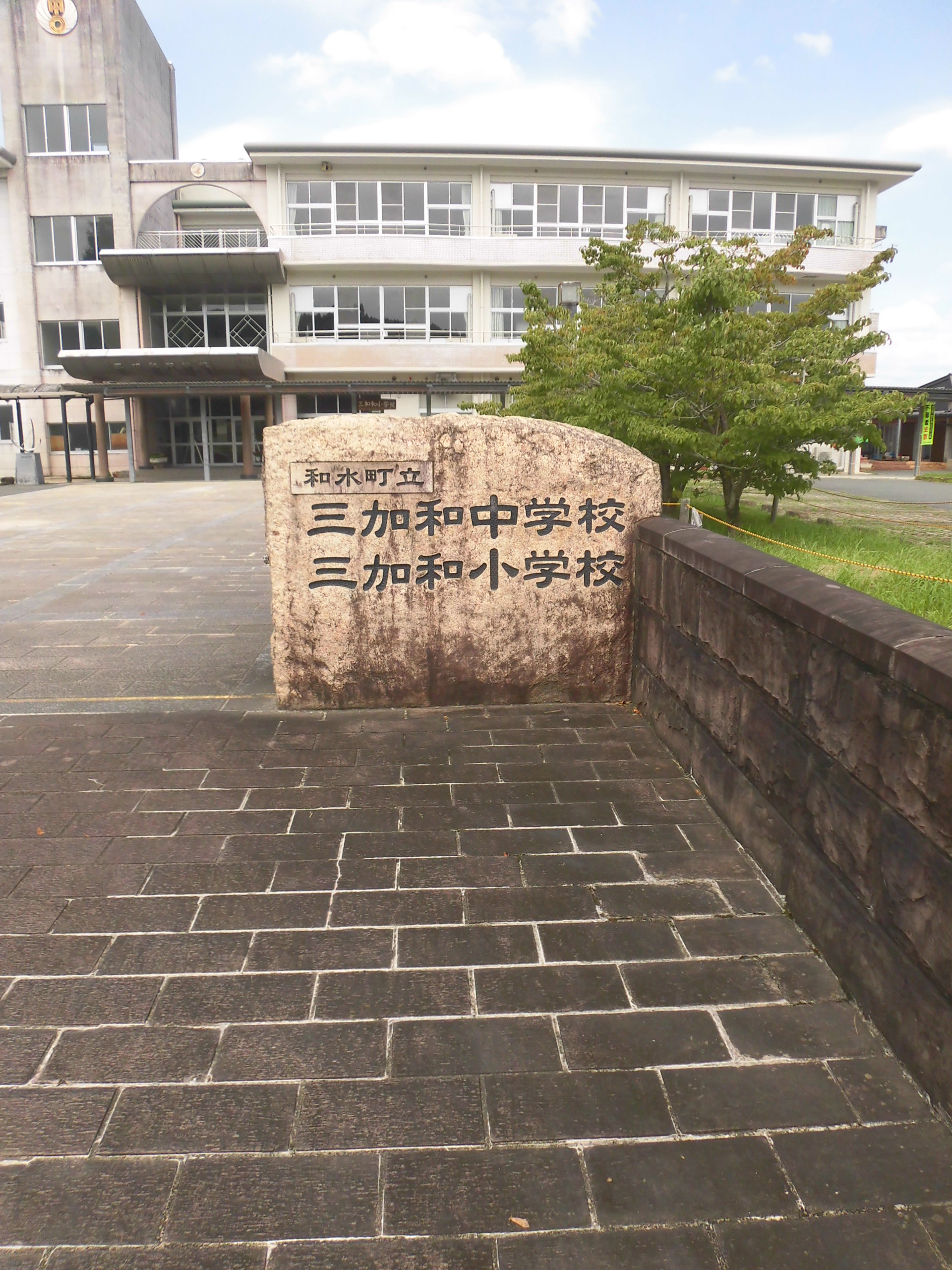
小・中学校名が併記された正門

和水町立三加和小中学校（なごみちょうりつ みかわしょうちゅうがっこう）は、熊本県玉名郡和水町板楠にある公立の小中一貫校。

## 概要
歴史
2014年（平成26年）に、和水町三加和地区の小学校の統合により、「三加和町立三加和小学校」が創立。三加和小学校は三加和中学校校地・校舎に併設され、「三加和町立三加和小中学校」として施設併設型の中高一貫教育を開始した。2024年（令和6年）に創立10年を迎えた。
校訓
- 小学校 - 「かしこく、ゆたかに、たくましく」
- 中学校 - 「自主・創造・剛健」

校章
- 小学校 - 旧・三加和町の町章[1]と「小」の文字を組み合わせたデザインとなっている。
- 中学校 - 旧・三加和町の町章[1]と「中」の文字を組み合わせたデザインとなっている。

校歌
- 小学校 - 作詞は松尾一俊、作曲は滝本泰三、編曲は益﨑慎司による。歌詞は3番まであり、各番の歌詞中に校名の「三加和小学」が登場する。
- 中学校 - 作詞は金栗利二、作曲は滝本泰三による。歌詞は3番まであり、各番の歌詞中に校名の「三加和中学」が登場する。

通学区域
和水町のうち、「野田、上大田黒、下大田黒、上津田、下津田、上平野、下平野、上岩、中岩、下岩、上十町、山十町、中十町、板楠東、板楠西、住吉、西口、中林、東吉地、下吉地、中吉地、上吉地、和仁、中和仁、上和仁、開拓」。

## 沿革
三加和中学校
- 和水町立三加和中学校#沿革を参照。

三加和小学校創立および小中一貫教育
- 2014年（平成26年）4月1日
  - 以下の和水町立小学校本校3校および分校1校の統合により、「和水町立三加和小学校」が開校[3]。
    - 和水町立緑小学校（北緯33度04分15.7秒 東経130度37分24.4秒 / 北緯33.071028度 東経130.623444度）
      - 十町分校（北緯33度05分33.9秒 東経130度37分54.4秒 / 北緯33.092750度 東経130.631778度）

    - 和水町立神尾小学校（北緯33度02分23.6秒 東経130度37分15.1秒 / 北緯33.039889度 東経130.620861度）
    - 和水町立春富小学校（北緯33度05分45.4秒 東経130度35分28.2秒 / 北緯33.095944度 東経130.591167度）

  - 同時に、和水町立三加和中学校の校地・校舎に併設され、「和水町立三加和小中学校」（現校名）として小中一貫教育を開始[4]。
    - 所在地 - 熊本県玉名郡和水町板楠1001番地（北緯33度03分38.4秒 東経130度37分14.9秒 / 北緯33.060667度 東経130.620806度）

## 交通アクセス
最寄りのバス停留所
- 九州産交バス 「三加和中学前」停留所

最寄りの幹線道路
- 熊本県道6号玉名立花線
- 熊本県道195号和仁山鹿線

## 周辺
- 板楠ひまわり発電所
- 旧・和水町立緑小学校跡
- あおば保育園
- 和水町役場 三加和支所・三加和公民館
- 玉名警察署板楠警察官駐在所
- 有明広域行政事務組合消防本部 玉名消防署 和水三加和分署
- JAたまな三加和総合支所
- JAたまな供給センター
- 和水町商工会 三加和支所
- 緑郵便局
- 正念寺
- 板楠神社
- 十町川